# إميليانو فيشيو
إميليانو غابرييل فيشيو (بالإسبانية: Emiliano Gabriel Vecchio)‏ (ولد في 16 نوفمبر 1988) هو لاعب كرة قدم أرجنتيني يلعب في مركز خط الوسط. لعب مع أندية عديدة من بينها سانتوس.

## المسيرة الرياضية

### روزاريو سنترال
ولد فيشيو في روساريو وبدأ حياته المهنية في روزاريو سنترال في مسقط رأسه لينضم إلى صفوف الشباب في عام 1997 عن عمر يناهز التاسعة. تقدم من خلال الإعداد للشباب في النادي كما كان زميل أنخيل دي ماريا.
في 6 نوفمبر 2005 لعب فيشيو لأول مرة للفريق عندما دخل بديلاً في الدقيقة 77 عن دييغو كالغارو في الخسارة 1-2 خارج الأرض من نيولز أولد بويز. سجل أول هدف رسمي له في 1 مارس من العام التالي ليحرز هدف التعادل في مباراة التعادل 1-1 أمام أرجنتينوس جونيورز.

### إسبانيا
في يناير 2008 بعد تجربة اختبار فاشلة في ريال مدريد انضم فيشيو إلى فوينلابرادا من الدرجة الثانية بي. بعد هبوط الفريق إلى الدرجة الأدنى انتقل فيشيو إلى رايو ماخاداهوندا في الدرجة الثالثة. غادر الأخير في عام 2009.

### غريميو بارويري / ديفينسوريس دي بيلغرانو
في فبراير 2009 وقع فيشيو صفقة لمدة عام واحد مع كورينثيانز في مارس ثم أعير مباشرة إلى غريميو بارويري. بسبب قلة المباريات التي لعبها فقد تم قطع الإعارة وقضى الأشهر الستة التالية في ممارسة فنون القتال المختلطة.
في عام 2010 بعد العودة إلى مسقط رأسه انضم فيشيو إلى ديفينسوريس دي بيلغرانو. مع الأخير حقق النجاح بتسجيله 11 هدفاً في موسم 2011-12.

### تشيلي
في عام 2012 وقع فيشيو مع حامل لقب الدوري التشيلي لكرة القدم يونيون إسبانيولا ليلعب معه في القسم الثاني من موسم الدوري وكوبا ليبرتادوريس 2012. في الفريق الذي يقوده خوسيه لويس سييرا فقد برز في كلا المسابقتين. كان هدفه القاري الأول ضد جونيو دي بارانكويلا الكولومبي وسجل هدف فريقه عن طريق ركلة حرة رائعة في الخسارة 2-1 خارج الأرض. خلال الموسم سجل ستة أهداف في 35 مباراة وساعد يونيون إسبانيولا في الحصول على المركز الثاني دوري الاختتام 2012.
في 26 ديسمبر 2012 تم التأكيد على أن فيشيو سيلعب بجانب زميله في يونيون إسبانيولا إيميليو هيرنانديز في كولو-كولو لموسم 2013. بعد موسم غير منتظم في النادي فإن في العام التالي كان فيشيو اللاعب الأهم في تحقيق لقب الدوري الذي تم الحصول عليه كونه لاعب بلا منازع في تشكيل هيكتور تابيا. في 26 ديسمبر 2015 أعلن رحيله بعد مشاحنات مع رئيس النادي أنيبال موسى.

### قطر / سانتوس
في 20 يناير 2016 انضمت فيشيو إلى قطر في عقد يمتد لستة أشهر. في 10 مايو وافق على عقد مسبق مع سانتوس من الدوري البرازيلي الدرجة الأولى لمدة ثلاثة أعوام ونصف في 13 يونيو.
لعب فيشيو أول مباراة له مع سانتوس في 16 يوليو 2016 حيث جاء كبديل متأخر لغابرييل باربوسا في الفوز 3-1 على أرضه ضد بونتي بريتا. بعد تعرضه للنبذ من قبل دوريفال جونيور بدأ في اللعب بشكل أكثر انتظامًا تحت قيادة ليفير كولبي وسجل هدفه الأول للنادي في 19 يوليو 2017 في فوز على أرضه ضد شابيكوينسي 1-0.

### شباب الأهلي دبي
إنظم إلى نادي شباب الأهلي في صيف 2018 .

### نادي الاتحاد
وقع مع نادي الاتحاد السعودي في صيف 2019 بطلب من المدرب خوسيه لويس سييرا .

## إحصائيات المسيرة الرياضية
آخر تحديث 21 مايو 2018.
| النادي                 | الموسم        | الدوري            | الدوري    | الدوري  | الكأس     | الكأس   | القارة    | القارة  | أخرى      | أخرى    | المجموع   | المجموع |
| النادي                 | الموسم        | الدرجة            | المباريات | الأهداف | المباريات | الأهداف | المباريات | الأهداف | المباريات | الأهداف | المباريات | الأهداف |
| ---------------------- | ------------- | ----------------- | --------- | ------- | --------- | ------- | --------- | ------- | --------- | ------- | --------- | ------- |
| روزاريو سنترال         | 2005–06       | الدرجة الأولى     | 18        | 1       | 0         | 0       | 3         | 0       | —         | —       | 21        | 1       |
| روزاريو سنترال         | 2006–07       | الدرجة الأولى     | 0         | 0       | 0         | 0       | —         | —       | —         | —       | 0         | 0       |
| روزاريو سنترال         | المجموع       | المجموع           | 18        | 1       | 0         | 0       | 3         | 0       | —         | —       | 21        | 1       |
| فوينلابرادا            | 2007–08       | الدرجة الثانية بي | 19        | 2       | —         | —       | —         | —       | —         | —       | 19        | 2       |
| غريميو بارويري         | 2009          | الدرجة الأولى     | 3         | 0       | 0         | 0       | —         | —       | 1         | 0       | 4         | 0       |
| ديفينسوريس دي بيلغرانو | 2010–11       | الدرجة الرابعة    | 29        | 9       | —         | —       | —         | —       | —         | —       | 29        | 9       |
| ديفينسوريس دي بيلغرانو | 2011–12       | الدرجة الثالثة    | 15        | 11      | 2         | 2       | —         | —       | —         | —       | 15        | 11      |
| ديفينسوريس دي بيلغرانو | المجموع       | المجموع           | 44        | 20      | 2         | 2       | —         | —       | —         | —       | 46        | 22      |
| يونيون إسبانيولا       | 2012          | الدوري الممتاز    | 33        | 5       | 6         | 5       | 6         | 1       | —         | —       | 45        | 11      |
| كولو-كولو              | 2013          | الدوري الممتاز    | 16        | 2       | —         | —       | —         | —       | —         | —       | 16        | 2       |
| كولو-كولو              | 2013–14       | الدوري الممتاز    | 32        | 8       | 6         | 2       | 4         | 0       | —         | —       | 42        | 10      |
| كولو-كولو              | 2014–15       | الدوري الممتاز    | 28        | 6       | 4         | 1       | 6         | 0       | —         | —       | 38        | 7       |
| كولو-كولو              | 2015–16       | الدوري الممتاز    | 14        | 3       | 12        | 2       | —         | —       | —         | —       | 26        | 5       |
| كولو-كولو              | المجموع       | المجموع           | 90        | 19      | 22        | 5       | 10        | 0       | 0         | 0       | 122       | 24      |
| قطر                    | 2015–16       | دوري النجوم       | 11        | 4       | —         | —       | —         | —       | —         | —       | 11        | 4       |
| سانتوس                 | 2016          | الدرجة الأولى     | 6         | 0       | 3         | 0       | —         | —       | —         | —       | 9         | 0       |
| سانتوس                 | 2017          | الدرجة الأولى     | 12        | 1       | 1         | 0       | 2         | 0       | —         | —       | 15        | 1       |
| سانتوس                 | 2018          | الدرجة الأولى     | 1         | 0       | 1         | 0       | 3         | 0       | 11        | 0       | 16        | 0       |
| سانتوس                 | المجموع       | المجموع           | 19        | 1       | 5         | 0       | 5         | 0       | 11        | 0       | 40        | 1       |
| المجموع الكلي          | المجموع الكلي | المجموع الكلي     | 236       | 52      | 35        | 12      | 24        | 1       | 12        | 0       | 307       | 65      |

1. 1 2  Appearance(s) in كوبا سود أمريكانا
2. 1 2  Appearance(s) in بطولة باوليستا
3. 1 2 3 4  Appearance(s) in كأس ليبرتادوريس

## الإنجازات

### مع الأندية
- كولو-كولو
  - الدوري الممتاز (2): 2014 - 2015

### الشخصية
- جوائز مجلة إل غرافيكو: تشكيلة الموسم 2012
- جوائز سيفاب: أفضل وسط أيسر في موسم الدوري التشيلي 2013-14